# Раунен
Раунен (нім. Rhaunen) — громада в Німеччині, розташована в землі Рейнланд-Пфальц. Входить до складу району Біркенфельд. Центр об'єднання громад Раунен.
Площа — 10,75 км2. Населення становить 2156 ос. (станом на 31 грудня 2020).